# Forțele Aeriene Austro-Ungare

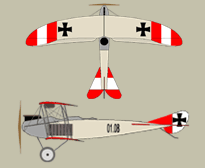
Însemnele naționale

Trupele de aviație austro-ungare sau trupele de aviație imperiale și regale (în germană Kaiserliche und Königliche Luftfahrtruppen / K.u.K. Luftfahrtruppen, în maghiară Császári és Királyi Légjárócsapatok au fost forțele aeriene ale Austro-Ungariei (1893-1918). K.u.K. Luftfahrtruppen a purtat lupte atât pe Frontul de Est, cât și pe Frontul Italian în timpul Primului Război Mondial.

## Istorie

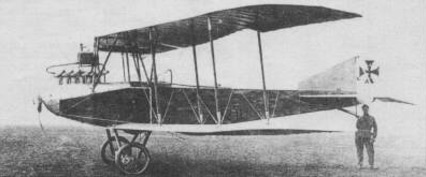
Avion de produs la Fabrica de Avioane de la Aszód.

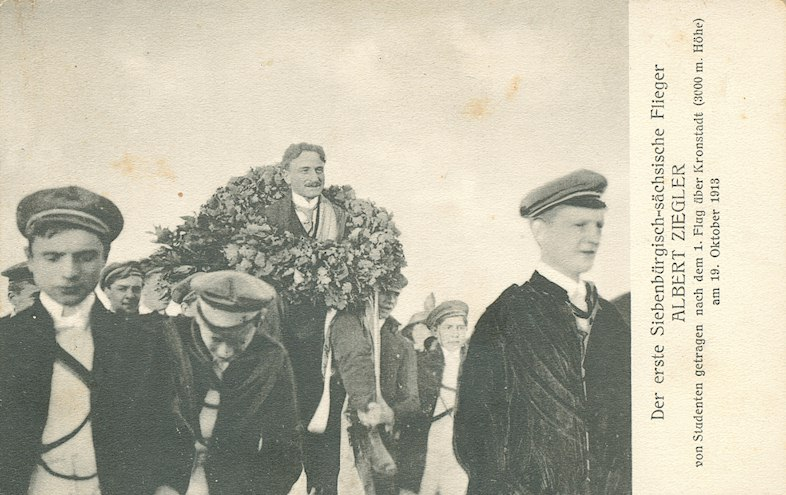
Albert Ziegler după doborârea recordului de 3.000 de metri înălțime, Codlea, 1913 (ulterior pilot șef al Fabricii de Avioane de la Aszód).

La izbucnirea Primului Război Mondial serviciul aerian era compus din 10 baloane de observare, 85 de piloți și 39 de avioane operabile.
Până la sfârșitul anului 1914 Forțele Aeriene Austro-Ungare aveau 147 de aeronave operaționale dislocate în 14 unități.
Piloții austro-ungari s-au confruntat inițial cu forțele aeriene ale României și Rusiei, în timp ce au trimis unități aeriene în Serbia, Albania și Muntenegru. Numai Serviciul Aerian Imperial Rus (IRAS) a reprezentat o amenințare credibilă, deși producția sa în timpul războiului de 4.700 de cadre aeriene nu i-a oferit niciun avantaj logistic față de K.u.K. Luftfahrtruppen înainte ca IRAS să își înceteze operațiunile la mijlocul anului 1917.
Puterea Luftfahrtruppen a atins apogeul la doar 550 de avioane în timpul războiului, în ciuda faptului că avea patru fronturi de acoperit. Pierderile sale în timpul războiului s-au ridicat la 20 la sută din aviatorii săi de la Marina Imperială Austro-Ungară uciși în acțiune sau accidente, respectiv 38 la sută din aviatorii săi de la Forțele Armate Austro-Ungare.

## Aeronave
Avioanele folosite erau o combinație de modele austro-ungare construite în interiorul imperiului, modele germane care au fost produse pe plan intern de firme austriece (adesea cu modificări) și avioane care au fost importate din Germania. Printre aceste aeronave se aflau modele ca:
- Etrich Taube
- Etrich Luft-Limousine
- Lohner Type AA
- Lohner L
- Lohner B.VII
- Lohner C.I
- Fokker A.III
- Fokker E.III
- Knoller C.II
- Hansa-Brandenburg B.I
- Hansa-Brandenburg C.I
- Hansa-Brandenburg D.I
- Hansa-Brandenburg G.I(U)
- Aviatik B.III
- Aviatik D.I
- Albatros B.I
- Albatros D.II
- Albatros D.III
- Phönix D.I